# Kantarama Gahigiri
Kantarama Gahigiri (Ginebra, Suïssa) és una directora de cinema ruandesa nacionalitzada suïssa. És coneguda per haver escrit i dirigit Tapis rouge, Me + U, Lost Angel Less, entre altres projectes.
El primer llargmetratge de Gahigiri, Tapis Rouge ha estat visionat i premiat arreu del món, va rebre el premi a al Millor Llargmetratge TV5Monde al Festival Internacional de Cinema de Ginebra i el de Millor Directora al Festival Internacional de Cinema de Chelsea. En 2018 era treballant a Tanzanite, un thriller distòpioc afro-pulp a través de Realness - An African Screenwriter’s Residency.

## Filmografia
| Any  | Pel·lícula         | Guionista | Director | Productor | Notes         |
| ---- | ------------------ | --------- | -------- | --------- | ------------- |
| 2017 | Né Pour Mourir     | No        | Sí       | No        | Curtmetratge  |
| 2017 | Lost Angel Less    | Sí        | Sí       | Sí        | Curtmetratge  |
| 2014 | Pinot in the Grass | Sí        | Sí       | Sí        | Curtmetratge  |
| 2014 | Tapis rouge        | Sí        | Sí       | Sí        | Llargmetratge |
| 2013 | Me + U             | Sí        | Sí       | Sí        | Sèrie de TV   |
| 2011 | The Elevator       | Sí        | Sí       | Sí        | Curtmetratge  |
| 2009 | Leila              | Sí        | Sí       | Sí        | Curtmetratge  |
| 2008 | Check              | Sí        | Sí       | Sí        | Curtmetratge  |

## Premis
- Festival de Cinema de Chelsea - Premi al Millor Director 2015[6]